# جلک (عراق)
جلک یک منطقهٔ مسکونی در عراق است که در کردستان عراق واقع شده‌است.